# Théâtre-Libre
O Théâtre-Libre (Teatro Livre) foi um movimento teatral nascido numa sala do décimo oitavo arrondissement de Paris, em França. Foi criado por André Antoine em 1887 e tinha como objetivo renovar o espetáculo através da encenação realista e por interpretação de jovens escritores naturalistas franceses (Émile Zola) e estrangeiros (Henrik Ibsen, August Strindberg). 
Os programas e cartazes foram elaborados por artistas como Henri-Gabriel Ibels, Édouard Vuillard, Paul Signac, Adolphe Léon Willette, Henri de Toulouse-Lautrec, Louis Abel-Truchet, Henry Gerbault, Louis Anquetin, Alexandre Charpentier, de forma realista, muitas vezes ferozes, que refletiam a atmosfera do Théâtre-Libre e do espírito de liberdade do repertório e da interpretação.

## Naturalismo teatral
O naturalismo que estava na vanguarda da notícia literária, permaneceu excluído das cenas oficiais. André Antoine incluiu toda a parte que o teatro pode obter das teorias de Émile Zola. O Théâtre-Libre seria o palco aberto à oposição dramática, dos que foram negados nos teatros Comédie-Française e Théâtre de l'Odéon. O Théâtre-Libre apresentou-se primeiramente como um laboratório experimental para principiantes, e posteriormente como um teatro provocativo. Após um período de dificuldades que fez com que o Théâtre-Libre deixasse Paris por quase três anos, ele tornou-se o local de encontro da alta sociedade.

## Descoberta de novos talentos
Em 1887, o Théâtre-Libre instalou-se na sala do Menus-Plaisirs, no décimo arrondissement de Paris, cujo proprietário das paredes ofereceu a André Antoine em condições aceitáveis. Contudo, em 1894 o diretor do teatro que enfrentava um tempo de dificuldades, cedeu a um dos seus atores Antoine Larochelle, o nome Théâtre-Libre, que reabriu as suas portas com outro nome, sendo este o Théâtre Antoine, onde as atividades do Théâtre-Libre prosseguiram com os autores como Georges Courteline, Liev Tolstói, Honoré de Balzac, Giovanni Verga, Ivan Turgueniev, e onde foram desempenhadas as obras originais dos autores como os irmãos Goncourt, Paul Claudel e Auguste Villiers de L'Isle-Adam. Nos seus primeiros anos de atividade, o Théâtre-Libre apresentou um grande número de obras originais ou compostas por jovens dramaturgos, bem mais do que os teatros Comédie-Française e Théâtre de l'Odéon juntos. Poder-se-iam citar Jules Lemaître, Jules Renard, Anatole France e Marie Lenéru (quase cega, teve perda auditiva aos quinze anos de idade), que produziu um diário (Journal) e um ensaio sobre Louis Antoine Léon de Saint-Just. Entre os atores encontra-se Lucien Guitry.

## Programas
(lista não exaustiva)

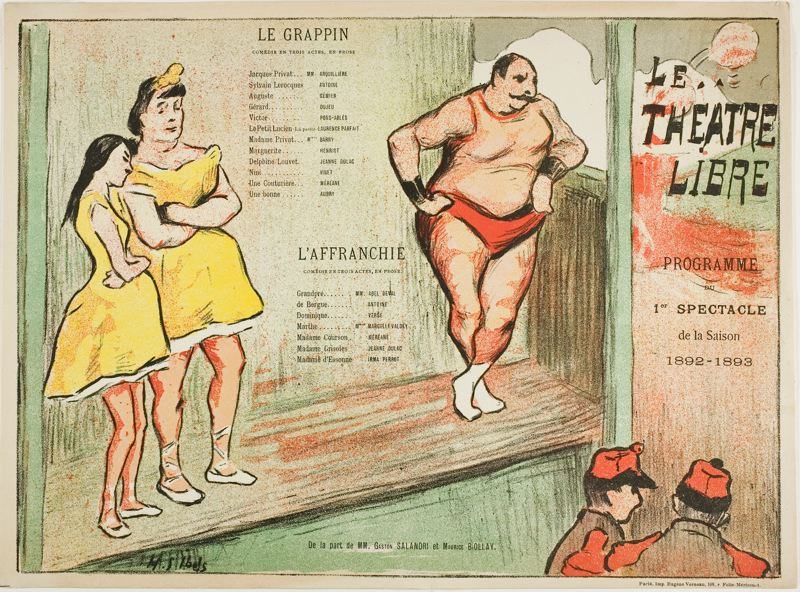
Primeiro programa da temporada 1892–93. Cartaz ilustrado por Henri-Gabriel Ibels.

- 1892-1893 – Les Tisserands, drama em cinco atos - La Fumée, e em seguida La Flamme,
- 1894 – L'Inquiétude - Amants éternels
- 1895-1896 – La fille d'Artaban - La Nébuleuse - Dialogue Inconnu[4]